# Protoitidae
Protoitidae – wymarła rodzina błonkówek z infrarzędu owadziarek i nadrodziny bleskotek. Obejmuje 11 opisanych gatunków, sklasyfikowanych w dwóch rodzajach. Żyły w kredzie na terenie obecnej Azji Zachodniej.

## Morfologia

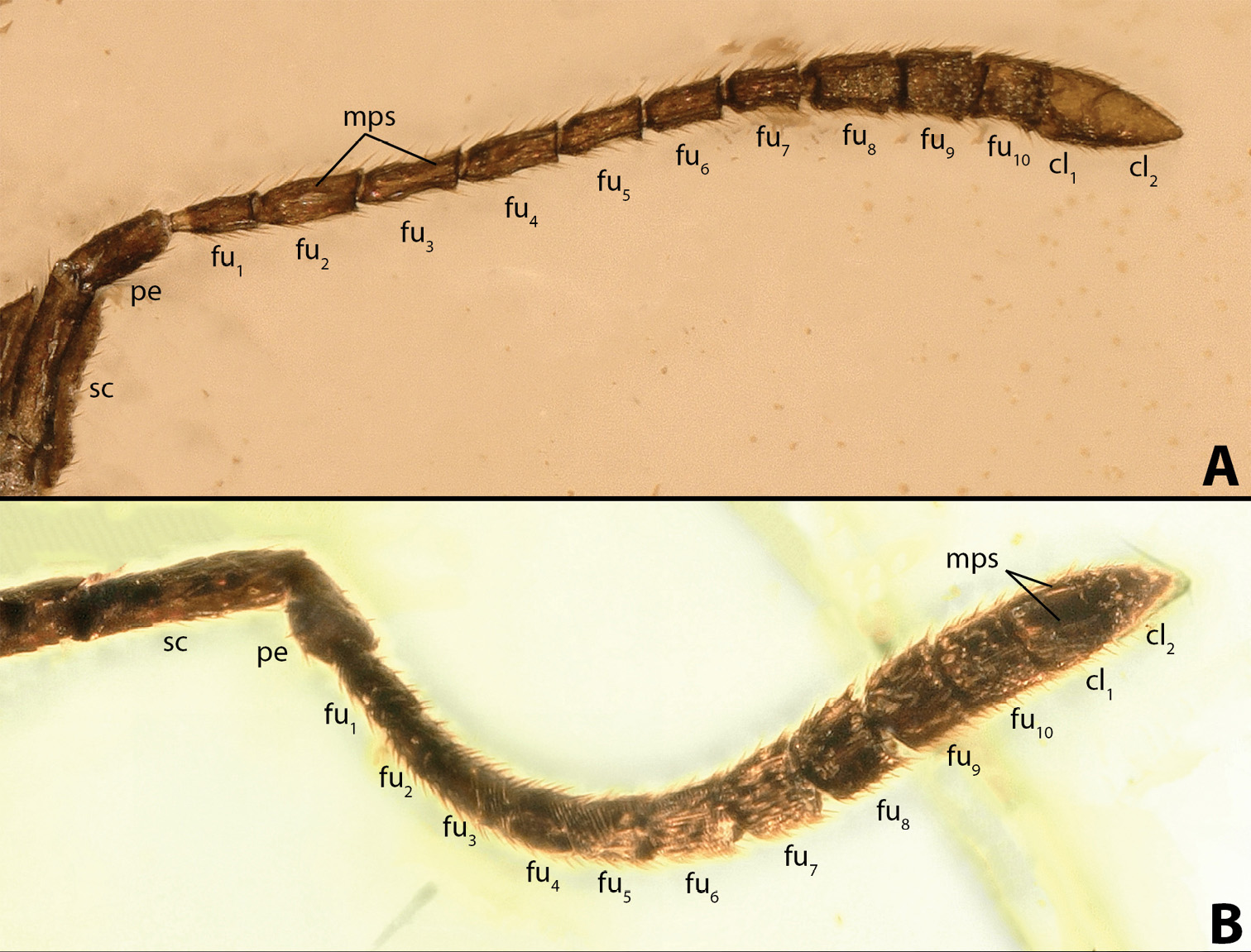
Budowa czułków. A: Protoita noyesi, B: Cretaxenomerus curvus. sc: trzonek, pe: nóżka, fu1–fu10: człony funikulusa, cl1–cl2: człony buławki, mps: wieloporowe płytki zmysłowe

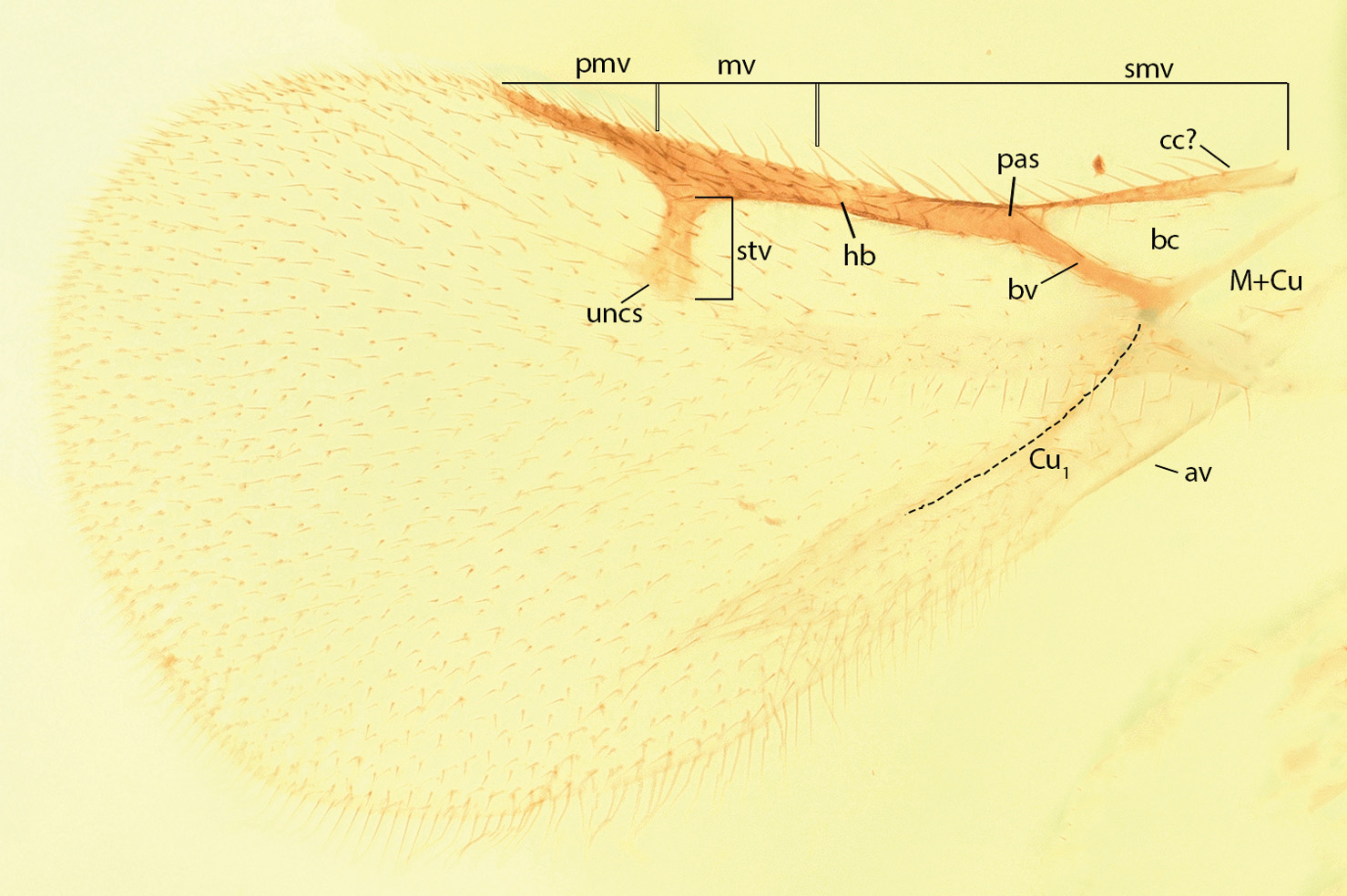
Przednie skrzydło Cretaxenomerus vitreus. av: żyłka analna, bv: żyłka bazalna, cc: komórka kostalna, Cu1: gałąź żyłki kubitalnej, hb: przerwa przezroczysta, M+Cu: żyłka medialno-kubitalna, mv: żyłka marginalna, pas: parastigma, pmv: żyłka postmarginalna, smv: żyłka submarginalna, stv: żyłka stigmalna, uncs: unkus

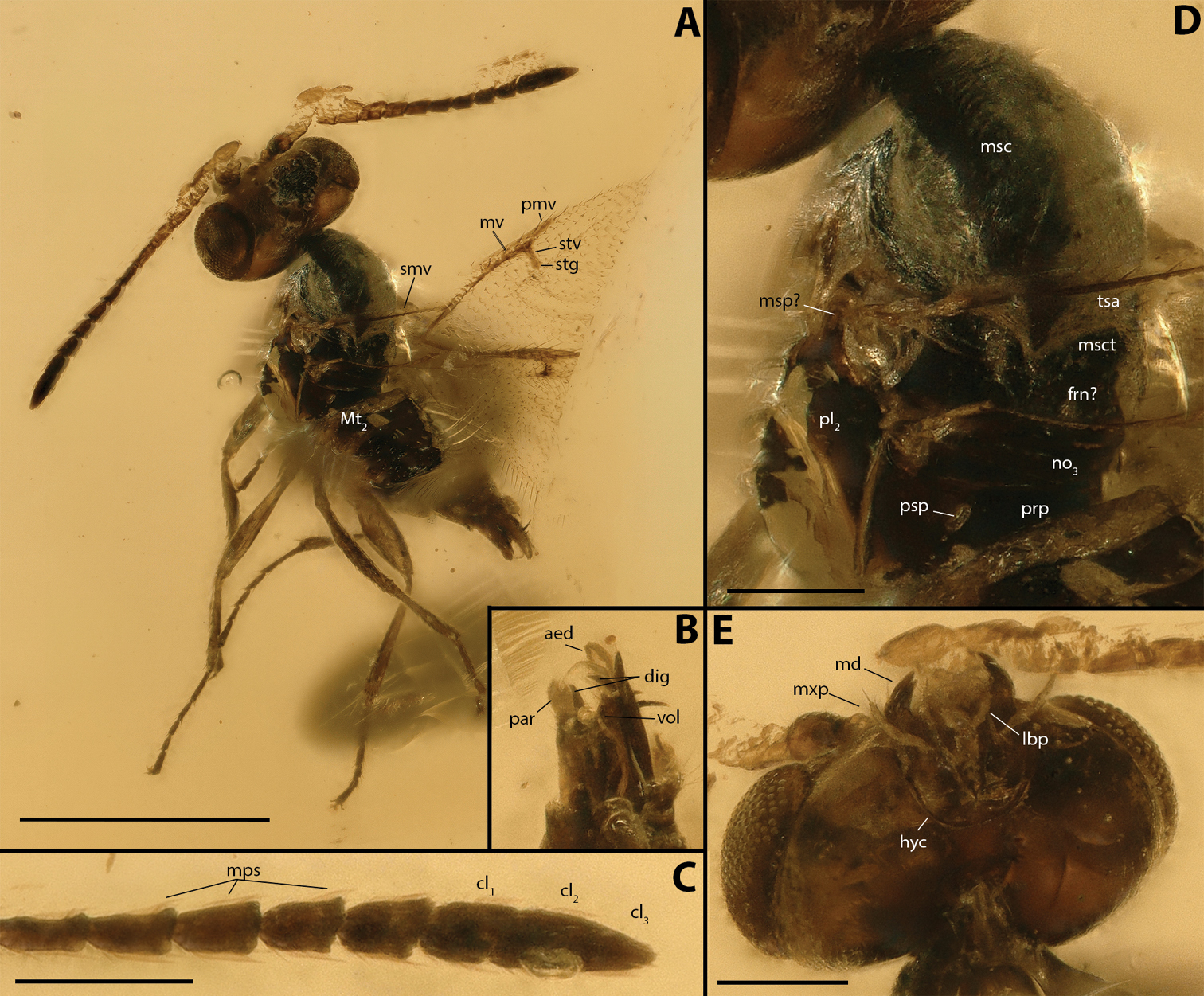
Protoita bidentata

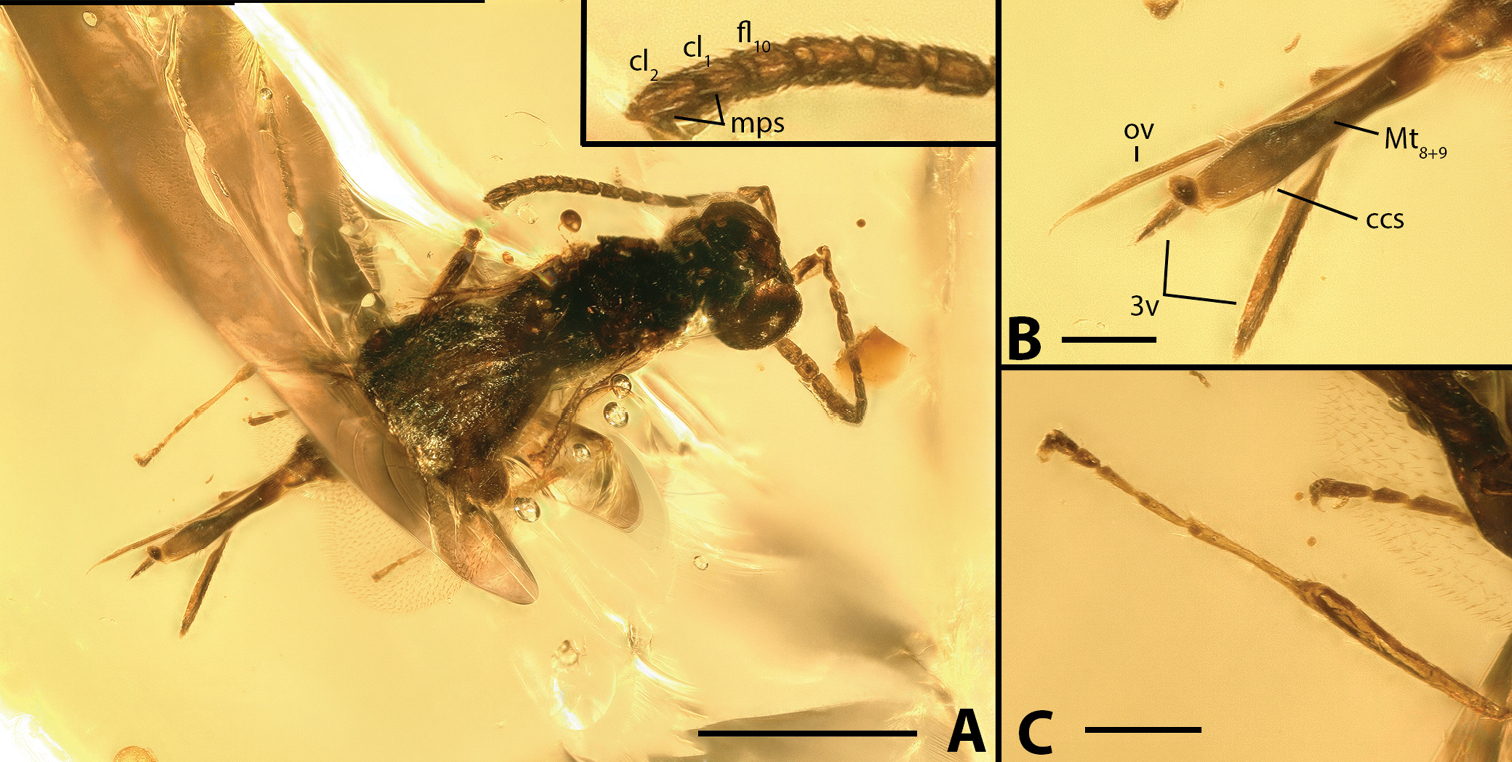
Cretaxenomerus jankotejai

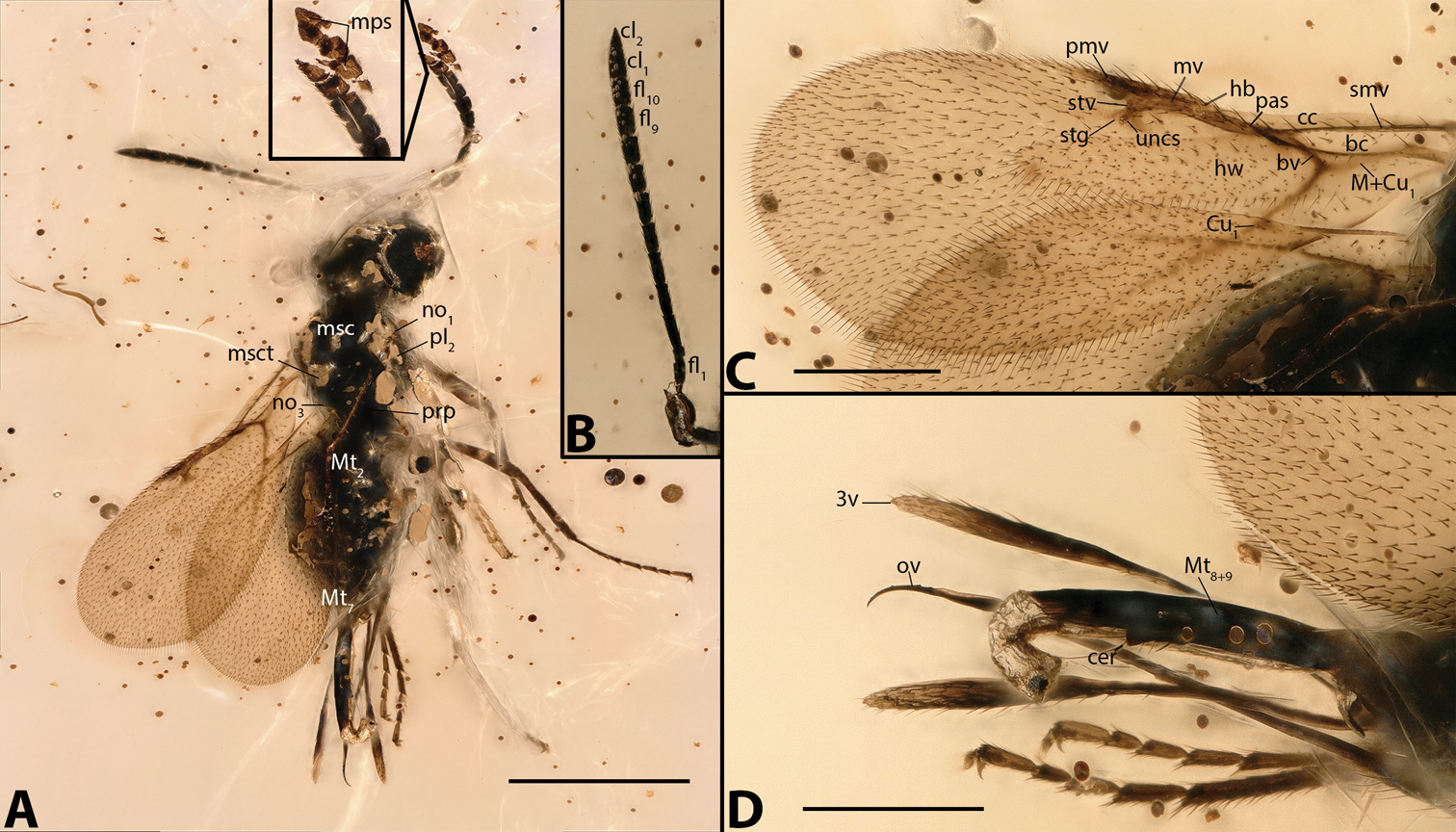
Cretaxenomerus mirari

Błonkówki o ciele długości między 0,8 a 1,5 mm.
Głowa ich cechowała się obecną bruzdą malarną, łukowatym rowkiem przy grzbietowej i bocznych krawędziach nadustka, dolnym mostem tentorialnym tak szerokim jak odległość między dolną krawędzią otworu wielkiego a grzbietową krawędzią otworu hypostomalnego oraz brakiem mostu zapoliczkowego. Z wyjątkiem jednego gatunku żuwaczki były trójzębne. Na czułki składało się po 14 członów, z których od jednego do trzech ostatnich formowało buławkę. Na wszystkich członach biczyka występowały wieloporowe płytki zmysłowe. 
W widoku grzbietowym przedplecze było wąskie i pośrodku niemal całkiem zakryte śródpleczem. Boczne powierzchnie przedplecza sięgały zewnętrznie po podstawy tegul. Długość śródplecza wynosiła w przybliżeniu czterokrotność długości tarczki. W widoku bocznym praepectus miał formę pionowego, wydłużonego sklerytu zasłoniętego częściowo tylną krawędzią bocznej powierzchni przedplecza. Mezopleury umieszczone są grzbietowo-brzusznie, stykając się od spodu poniżej bioder. Mesodiscrimen cechuje się głęboką inwaginacją.
Skrzydło przedniej pary odznacza się całkowicie zesklerotyzowaną żyłką bazalną, silnie zesklerotyzowaną i od dwóch do trzech razy szerszą od żyłki submarginalnej żyłką marginalną, tak szeroką lub prawie tak szeroką jak żyłka marginalna parastigmą, przynajmniej odsiebnie pigmentowaną i zazwyczaj zesklerotyzowaną żyłką medialno-kubitalną oraz sięgającą daleko poza skrzyżowanie żyłek bazalne i submarginalnej komórką kostalną.  Retynakulum jest pigmentowane, a skrzydło tylne ma trzy haczyki równej wielkości i kierunku, z których odsiebny nie przekracza środka owego skrzydła.
Odnóża przedniej pary miały biodra szeroko oddzielone mezopleurami od bioder par pozostałych. Golenie przedniej pary cechowały się zakrzywioną i na szczycie wciętą ostrogą, a golenie pary tylnej dwiema ostrogami wierzchołkowymi, z których jedna była trzykrotnie dłuższa od drugiej. Pięcioczłonowe stopy miały człon pierwszy tak długi jak te od drugiego do czwartego razem wzięte lub nieco krótszy, w przypadku przedniej pary niemal zawsze zaopatrzony w grzebień.
Metasoma cechowała się krótkim stylikiem oraz zlanymi w syntergum tergitami ósmym i dziewiątym. Hypopygium dochodziło do wierzchołka metasomy.

## Taksonomia
Takson ten wprowadzony został w 2023 roku przez Jonaha M. Ulmera i Larsa Krogmanna na łamach „Journal of Hymenoptera Research” w publikacji współautorstwa Petra Janšty i Dany’ego Azara. Obejmuje 11 opisanych gatunków, sklasyfikowanych w dwóch rodzajach:
- †Protoita Ulmer et Krogmann, 2023
- †Cretaxenomerus Nel et Azar, 2005

Wszystkie gatunki opisane zostały na podstawie inkluzji w bursztynie libańskim datowanych na barrem w kredzie wczesnej.